# Vladimir Medem
 (mars 2012).
Si vous disposez d'ouvrages ou d'articles de référence ou si vous connaissez des sites web de qualité traitant du thème abordé ici, merci de compléter l'article en donnant les références utiles à sa vérifiabilité et en les liant à la section « Notes et références ».
Vladimir Medem (en russe : Владимир Давидович Медем ; en hébreu : ולדימיר מדם), né à Libau (Courlande, Russie) le 30 juillet 1879 (aujourd'hui Liepāja en Lettonie), mort à Brooklyn (New York, États-Unis d'Amérique) le 9 janvier 1923, est considéré comme l'homme politique le plus influent et le plus grand théoricien du Bund, le mouvement ouvrier juif.
Il est connu pour être, avec les austromarxistes Karl Renner et Otto Bauer, l'un des théoriciens de l'autonomie culturelle personnelle extra-territoriale.
Son nom a été donné à la bibliothèque Medem, principale bibliothèque yiddish d'Europe, créée à Paris, en 1929, par des immigrés juifs d'Europe orientale militants du Bund.
Le Cercle Amical-Arbeter Ring de Paris a changé en 2000, son nom en Centre Medem-Arbeter Ring.
En 2002, la bibliothèque Medem et l'association pour l'étude et la diffusion de la culture yiddish ont fusionné pour créer la Maison de la culture yiddish-Bibliothèque Medem, le principal centre de diffusion de la culture yiddish en Europe.

## Biographie
Vladimir Medem est né en Lettonie à Libau (aujourd'hui Liepāja) en 1879, dans une famille juive très assimilée. Son père, médecin général, se convertit au protestantisme, seul moyen d’assurer sa promotion au sein de l’armée russe et baptise son fils dans la religion orthodoxe.
Vladimir Medem fait ses études secondaires à Minsk, puis ses études supérieures à l’université de Kiev. Il y est influencé par les étudiants révolutionnaires. Après une brève incarcération, il prend conscience de sa judéité et devint militant du Bund, le parti socialiste juif né à Vilna en 1897. Ses qualités de journaliste et d’orateur sont vite remarquées et, dès 1901, il est coopté au comité central du mouvement. Le Bund fait scission en 1903, au deuxième congrès des socialistes russes (POSDR), entrainant dans son sillage des dizaines de milliers de jeunes juifs, ne pouvant accepter l’opposition du POSDR au fédéralisme en général et à l’autonomie juive en particulier.
Vladimir Medem, sous l’influence de l'historien et autonomiste juif Simon Doubnov et des idées austro-marxistes, élabore la doctrine de l’autonomie nationale et culturelle du judaïsme, l’internationalisme prolétarien, la lutte de classes et la conscience nationale juive. Sur ces thèmes, il écrit brochures et études.
Exilé en Suisse, il revient en Russie en 1912 et, au cours d’une tournée de conférences, est arrêté par la police tsariste. Il ne doit sa liberté, en 1915, qu’à l’arrivée des armées allemandes à Varsovie. Il a participé à la révolution de 1905 et s’est illustré durant les deux révolutions de février et d’octobre 1917 en s’opposant énergiquement à la politique des bolcheviks. Il revient en Pologne, milite dans le Bund polonais, puis s’exile aux États-Unis où il rédige Fun mayn lebn (Ma vie). Une sévère affection rénale l’emporta en 1923.
De nombreuses institutions juives disaporiques portent son nom en Pologne, à New York, à Paris voire en Israël.

## Doctrine
En 1916, intégrant aux travaux des austro-marxistes les apports « russes » de Simon Doubnov, Vladimir Medem formula ainsi la doctrine du Bund en matière d'autonomie culturelle :
« Prenons le cas d’un pays composé de plusieurs nationalités, par exemple : Polonais, Lituaniens et Juifs. Chacune de ces nationalités devrait créer un mouvement séparé. Tous les citoyens appartenant à une nationalité donnée devraient rejoindre une organisation spéciale qui organiserait des assemblées culturelles dans chaque région et une assemblée culturelle générale pour l’ensemble du pays. Les assemblées spéciales devraient être dotées de pouvoirs financiers particuliers, chaque nationalité ayant le droit de lever des taxes sur ses membres ou bien l’Etat distribuerait, de son fonds général, une part proportionnelle de son budget à chacune de ses nationalités. Chaque citoyen du pays appartiendrait à l’un de ces groupes nationaux, mais la question de savoir à quel mouvement national il serait affilié dépendrait de son choix personnel, et nul ne pourrait avoir quelque contrôle que ce soit sur sa décision. Ces mouvements autonomes évolueraient dans le cadre des lois générales établies par le Parlement du pays; mais, dans leurs propres sphères, ils seraient autonomes, et aucun d’eux n’aurait le droit de se mêler des affaires des autres ».

## Source
- Henri Minczeles, Histoire générale du Bund, Paris, Austral, 1995 ; réédition Paris, Denoël, 1999.